# Harold Lommer
Harold Maurice Lommer (* 18. November 1904 in London; † 17. Dezember 1980 in Valencia) war ein englischer Schachkomponist.

## Leben
Lommer, als Sohn deutscher Eltern geboren, zog im Alter von vier Jahren mit seiner Familie nach Genf. Nach einem Studium in Deutschland kehrte er 1926 nach England zurück. Nach dem Zweiten Weltkrieg betrieb er einen Nachtklub im Londoner Stadtteil Soho.

## Schach
Im Alter von zwölf Jahren wurde Lommer durch die Saavedra-Studie für Schach begeistert. Lommer beschäftigte sich mit Aufgaben, bei denen mehrere Bauernumwandlungen gezeigt wurden. Er verfasste zwei bedeutende Studienanthologien, die er ähnlich dem Vorgänger A Thousand End-Games von Creassey Edward C. Tattersall verfasste, und war auch als Schachjournalist tätig.

## Werke
- M. A. Sutherland & Harold M. Lommer: 1234 Modern End-Game Studies. 1937.
- Harold Lommer: 1357 End-Game Studies. The best chess compositions 1935–1973. 1975.